# Mühlbachtal (Taufers)

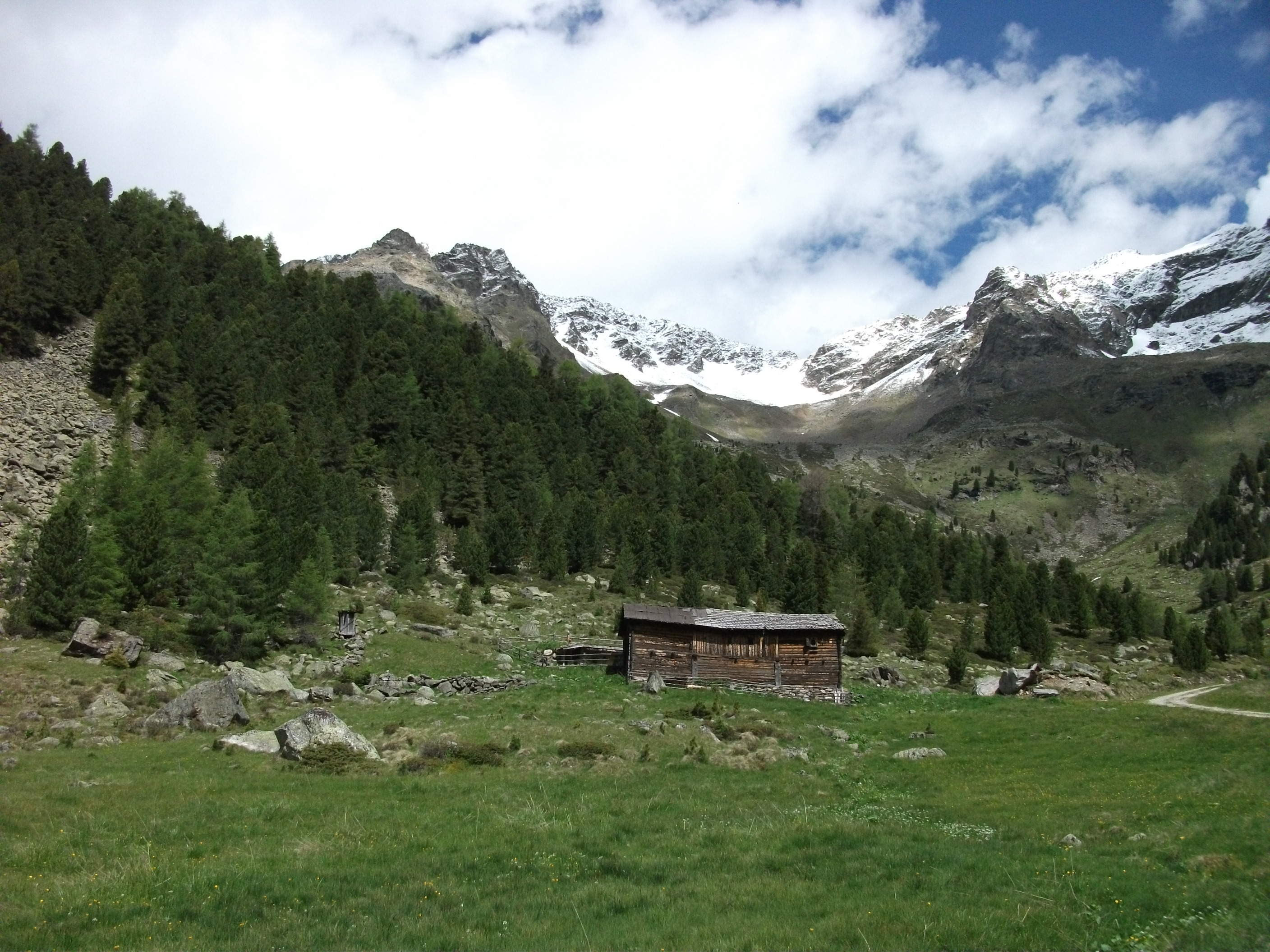
Blick aufs innere Mühlbachtal

Das Mühlbachtal, auch Mühlbacher Tal oder kurz Mühlbach, ist ein orographisch linkes Seitental von Taufers in Südtirol. Administrativ gehört es vollständig zur Gemeinde Gais. Es zweigt beim Hauptort der Gemeinde Richtung Nordosten ab und führt in die Rieserfernergruppe hinein. Entwässert wird es durch den Mühlbach, der in die Ahr mündet. An seinen südexponierten Hängen bietet es auf rund 1500 m Höhe dem Dorf Mühlbach Platz. Darüber beginnt der Naturpark Rieserferner-Ahrn, der den Großteil des Mühlbachtals umfasst. Der Talschluss wird von mehreren Hochgipfeln überragt, unter denen die Große Windschar (3041 m) mit dem vorgelagerten Bramstaller (2559 m), der Morgenkofel (3073 m) und der Wasserkopf (3135 m) die bekanntesten sind.